# Cemitério de Volkovo

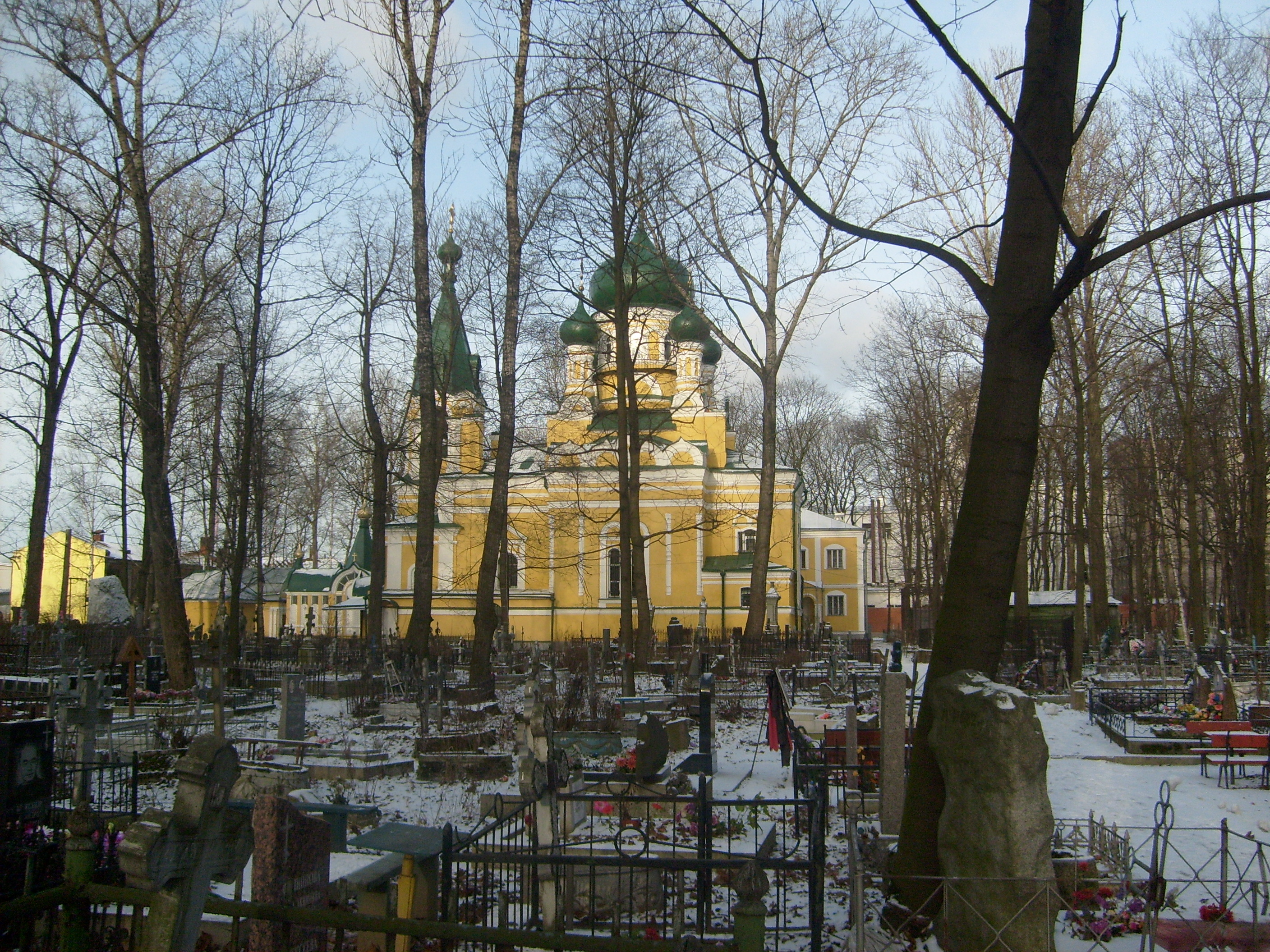
Cemitério de Volkovo com a igreja St.-Job

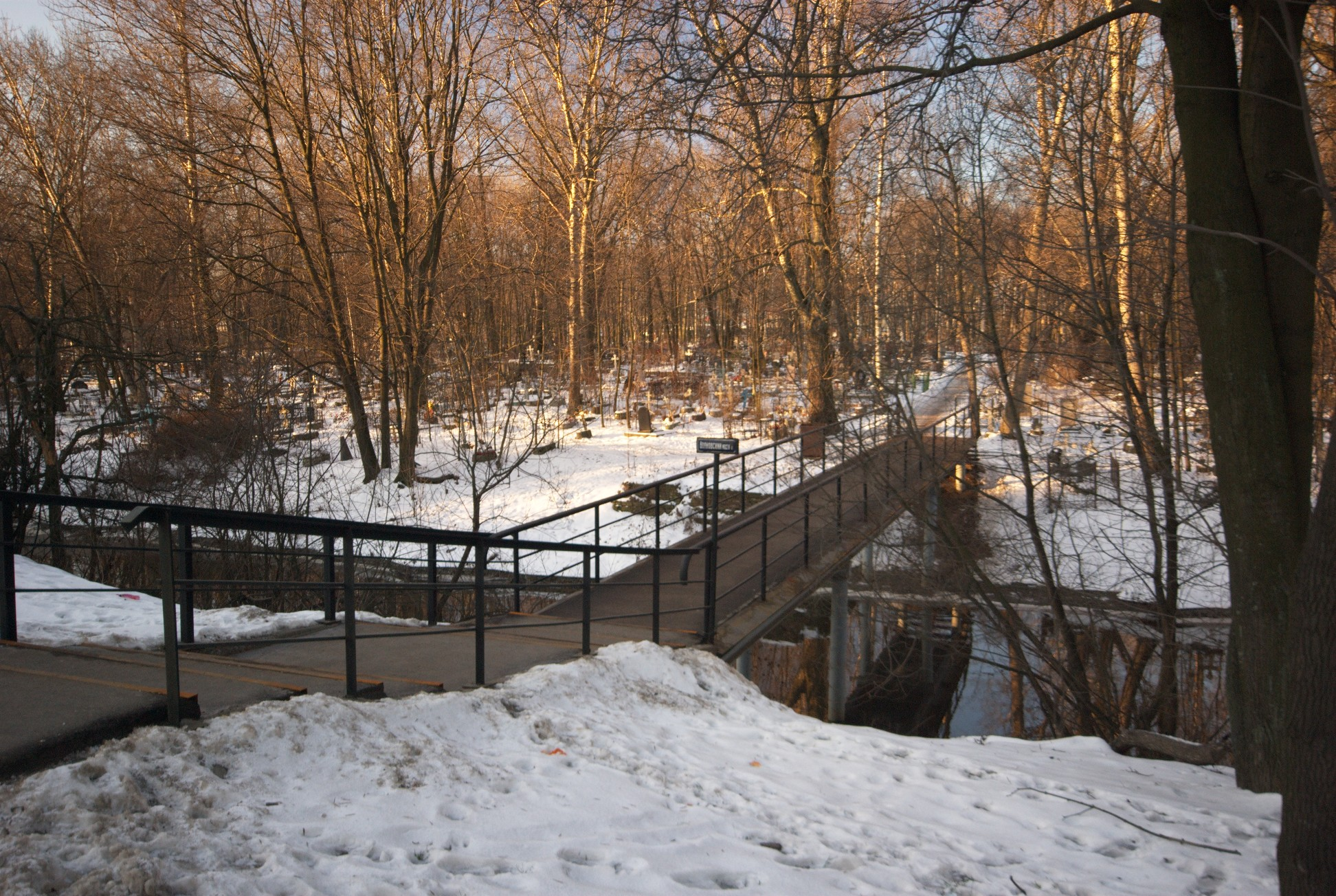
Ponte sobre o Volkovka no cemitério

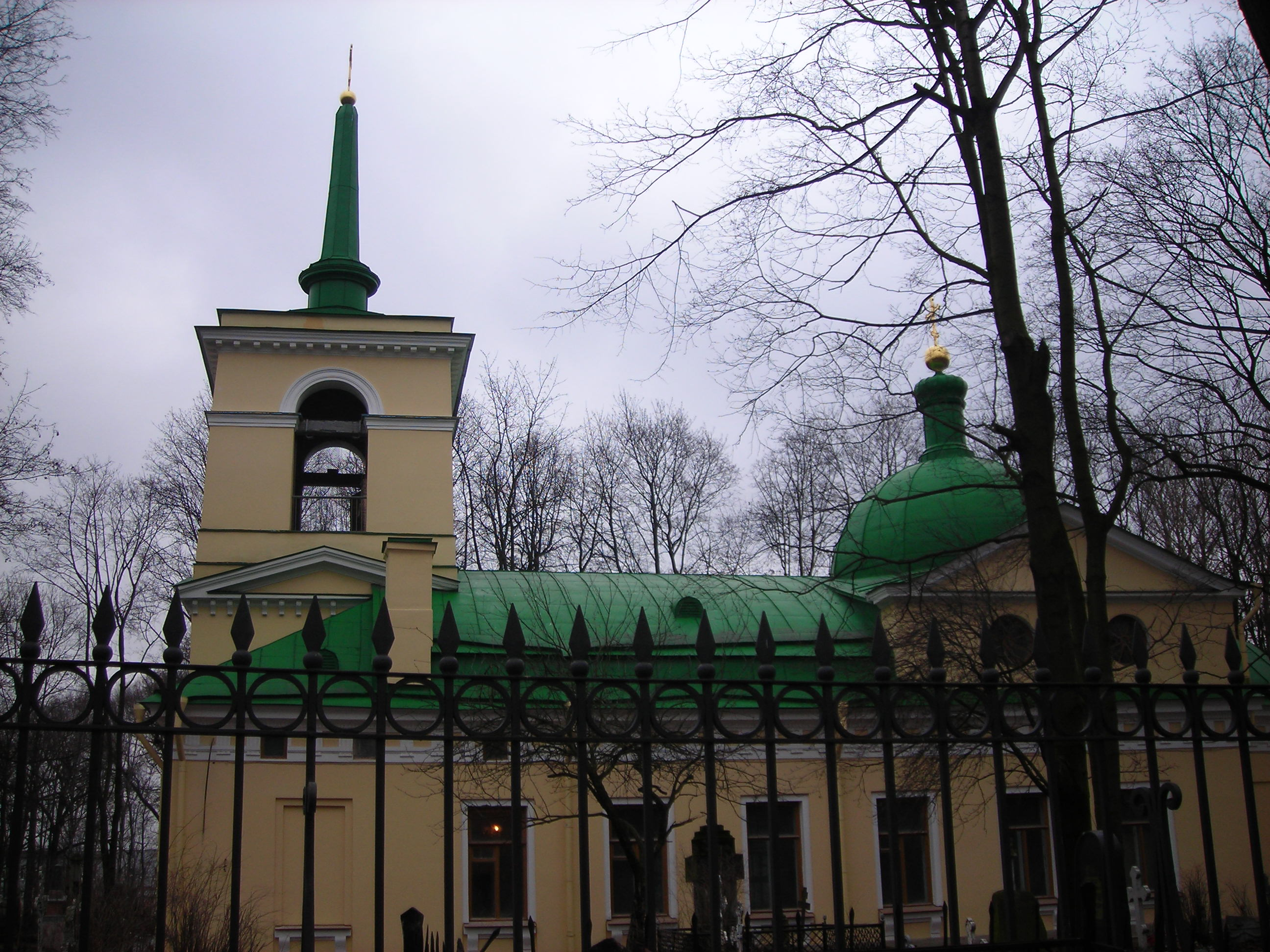
Igreja da Ressurreição

O Cemitério de Volkovo (em russo:  Во́лково кла́дбище ou Во́лковское кла́дбище) é um cemitério com área de 26 hectares em São Petersburgo, Rússia.

## Sepulturas de personalidades proeminentes

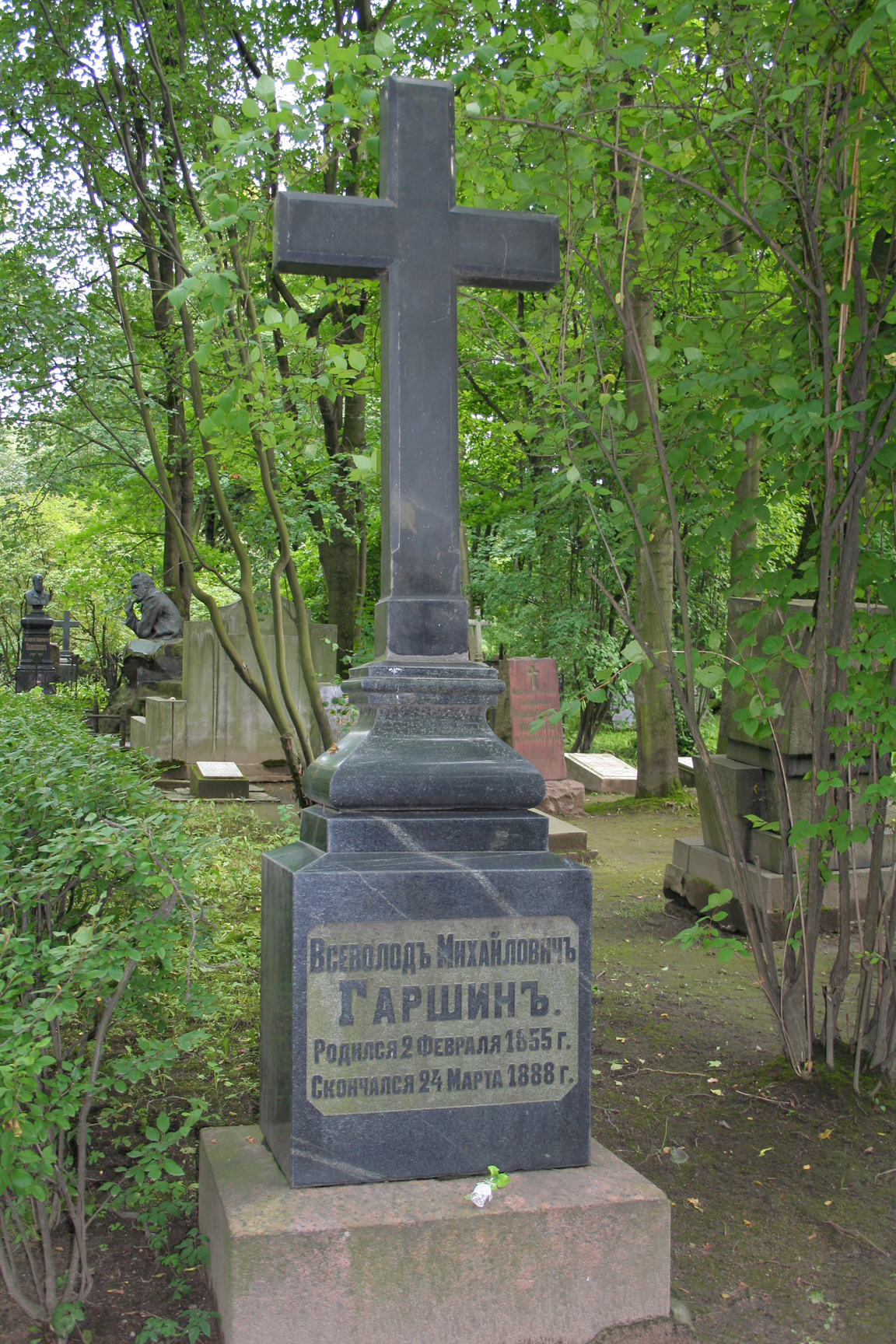
Sepultura de Garschin

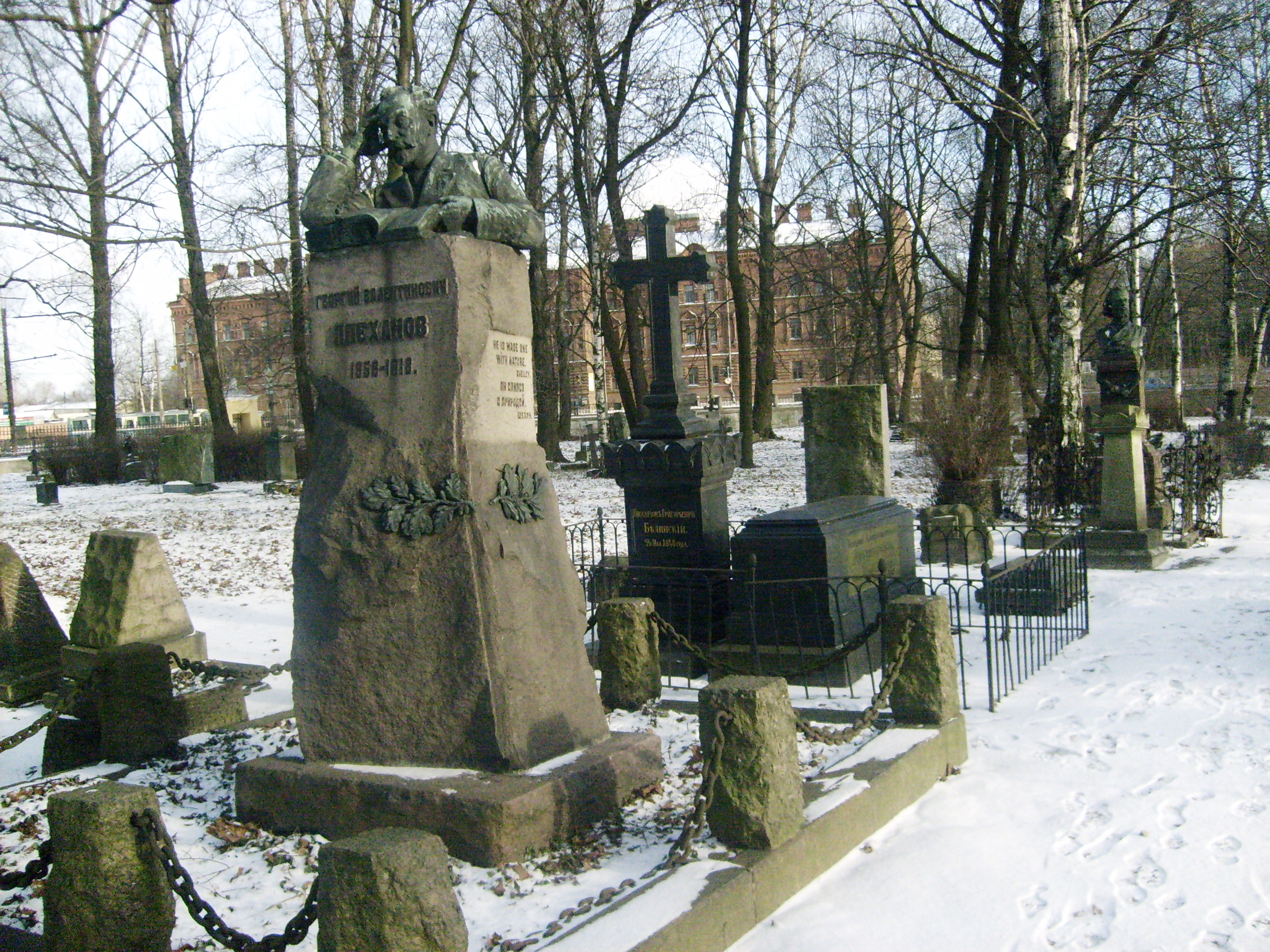
Sepulturas de Plechanow, Belinski e Dobroljubow

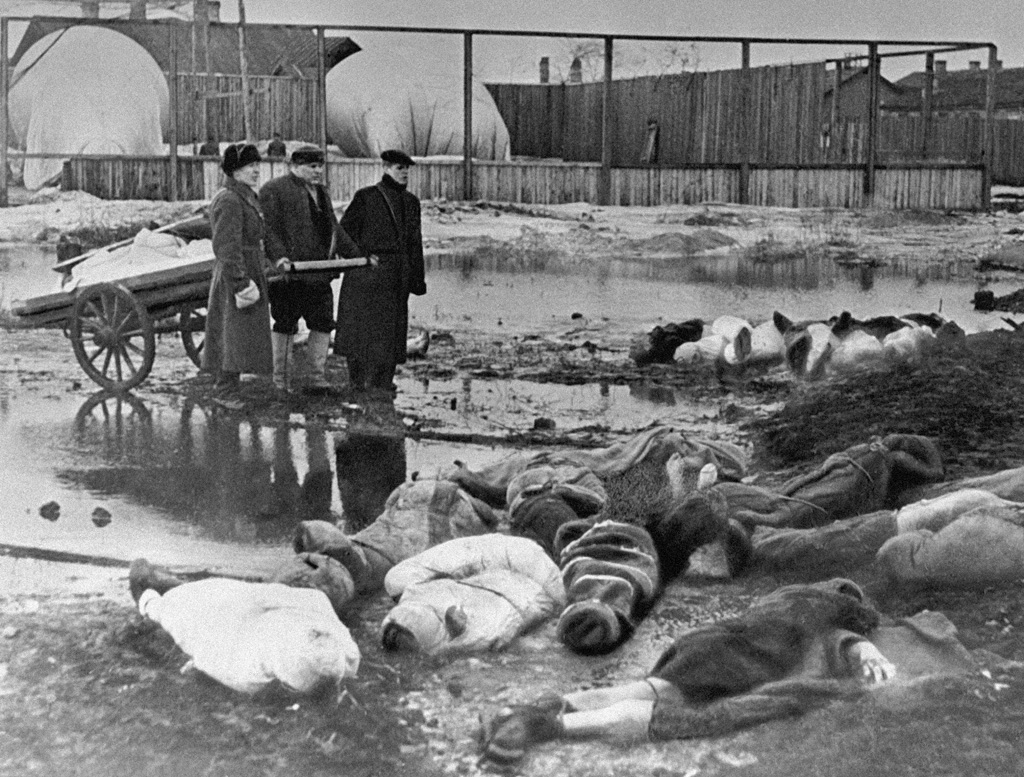
Sepultamento de vítimas do bloqueio de Leningrado em outubro de 1942

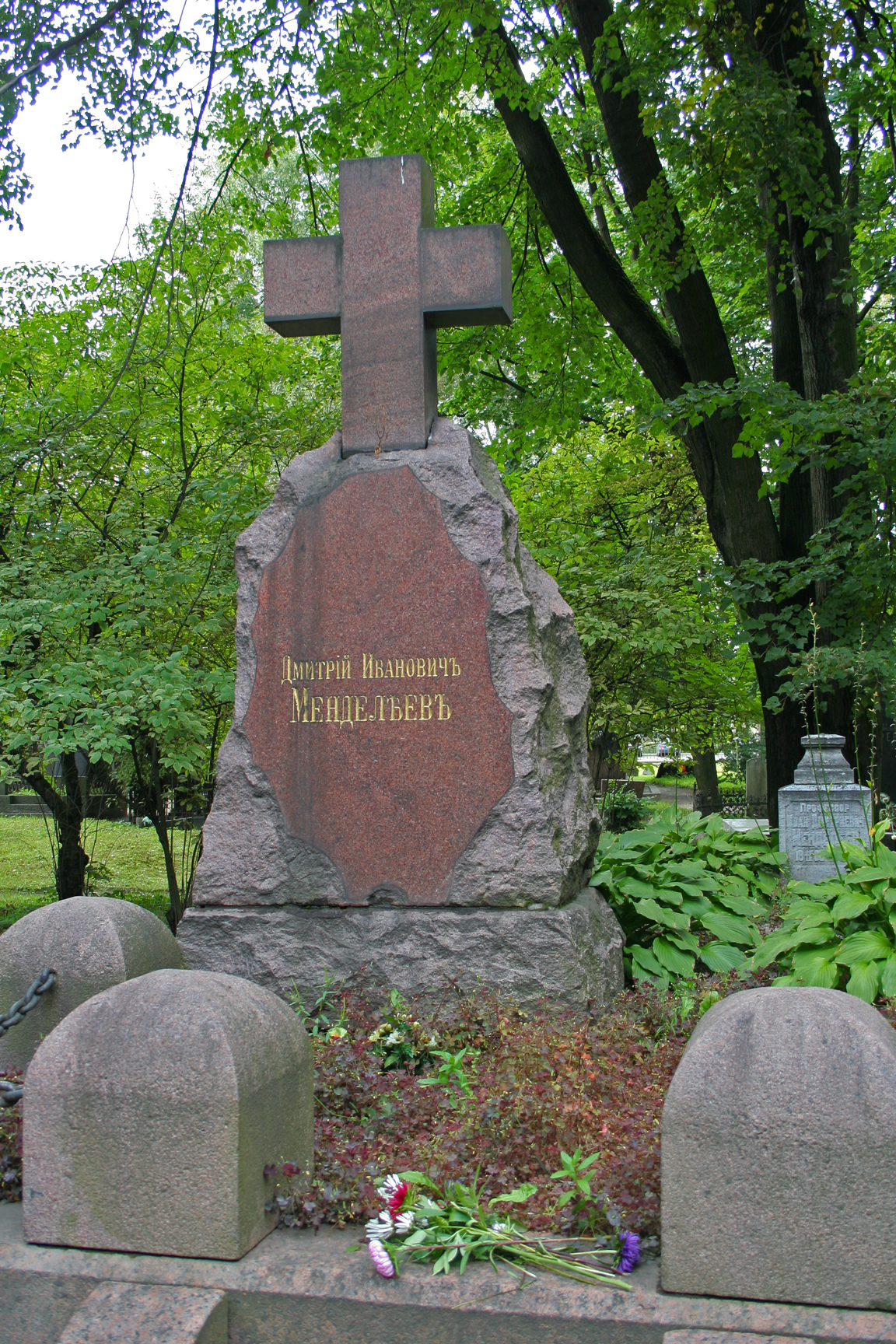
Sepultura de Dmitri Mendeleiev

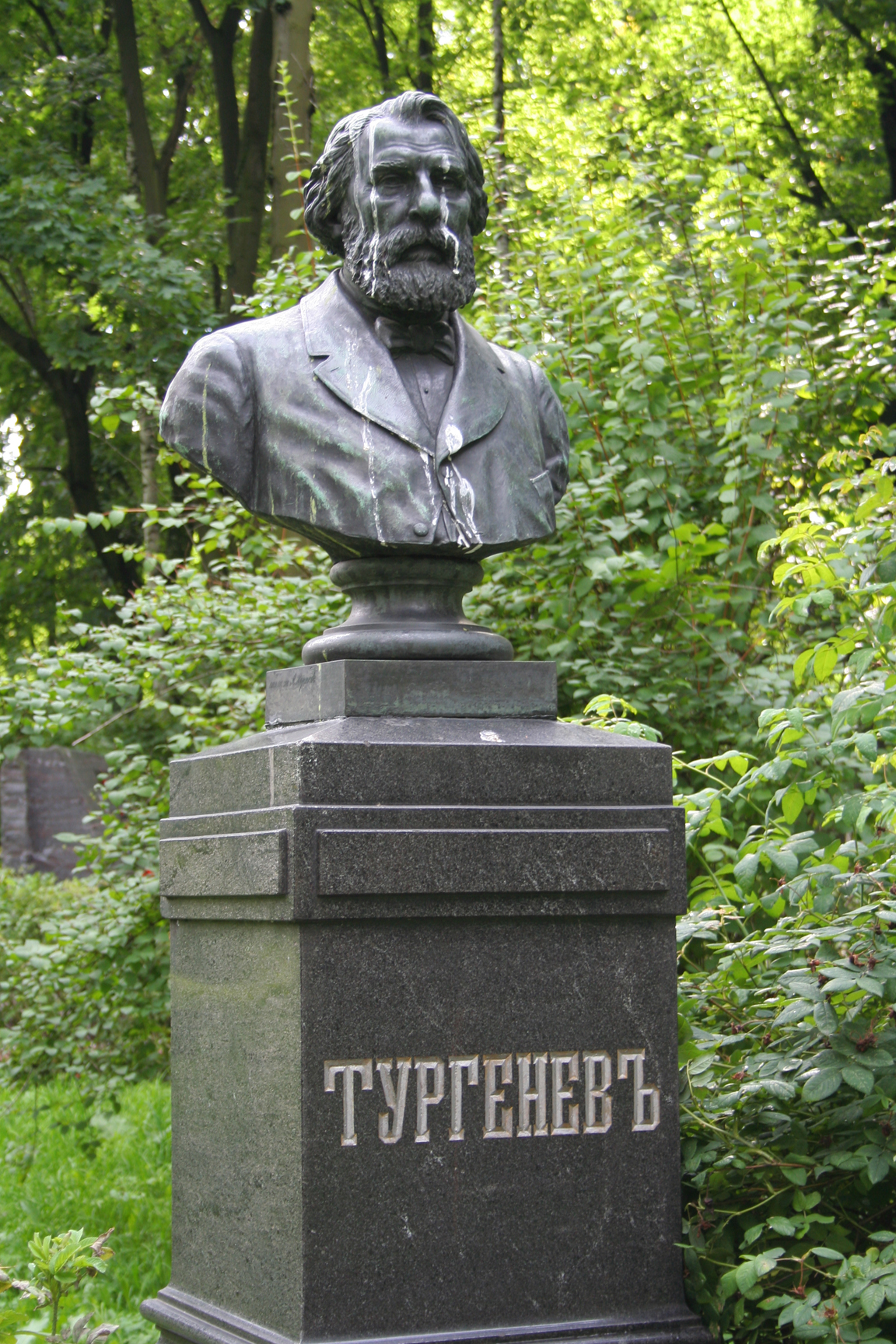
Sepultura de Ivan Turgueniev

Como na Rússia em geral sepulturas não são reutilizadas, diversas sepulturas históricas no Cemitério de Volkovo estão preservadas na atualidade, provenientes dos séculos XVIII e XIX.

### Escritores
- Leonid Andreiev (1871–1919), escritor
- Vissarion Belínski (1811–1848), crítico literário
- Olga Bergholz (1910–1975), poetisa
- Aleksandr Blok (1880–1921), poeta do simbolismo
- Nikolay Dobrolyubov (1836–1861), crítico de literatura
- Vsevolod Garshin (1855–1888), escritor
- Ivan Goncharov (1812–1891), romancista
- Dmitry Grigorovich (1822–1900), romancista, historiador da arte
- Alexandre Ivanovich Kuprin (1870–1938), escritor
- Mikhail Kuzmin (1872–1936), escritor
- Nikolai Leskov (1831–1895), escritor
- Alexander Radishchev (1749–1802), filósofo e escritor (sepultura não preservada)
- Mikhail Saltykov-Shchedrin (1826–1889), comediante
- Ivan Turgueniev (1818–1883), escritor

### Artistas, compositores, músicos
- Leon Benois (1856–1928), arquiteto
- Nicholas Benois (1813–1898), arquiteto
- Isaak Brodski (1884–1939), pintor
- Evsey Moiseenko (1916–1988), artista
- Andrey Petrov (1930–2006), compositor
- Kuzma Petrov-Vodkin (1878–1939), pintor e gráfico
- Isaac Schwartz (1923–2009), compositor
- Vasily Solovyov-Sedoi (1907–1979), compositor
- Konstantin Thon (1794–1881), arquiteto
- Noi Trotsky (1895–1940), arquiteto

### Cientistas
- Wladimir Bechterew (1857–1927), médico
- Abram Ioffe (1880–1960), físico
- Alexei Krylov (1863–1945), construtor de navios e matemático
- Andrei Markov (1856–1922), matemático
- Dmitri Mendeleiev (1834–1907), químico
- Nicholas Miklouho-Maclay (1846–1888), antropólogo
- Ivan Pavlov (1849–1936), fisiologista, Nobel de medicina
- Alexander Stepanovich Popov (1859–1906), pioneiro do rádio
- Aleksey Shakhmatov (1864–1920), filólogo
- Yuly Shokalsky (1856–1940), oceanógrafo e cartografista

### Outras personalidades
- August von Denffer (1786–1860), Governador teuto-báltico e senador do império russo
- Friedrich Breitfuss (1851–1911), filatelista russo
- Maria Alexandrovna Blank (1835–1916), mãe de Lenin
- Oskar von Löwis of Menar (1830–1885), major-general russo
- Gueorgui Plekhanov (1856–1918), filósofo socialista
- Vera Zasulitch (1849–1919), revolucionária
- Konstantin Sergeyev (1910–1992), dançarino de ballet
- Agrippina Vaganova (1879–1951), dançarina de ballet
- Ignaz Aurelius Fessler (1756–1839) superintendente geral luterano